# Charles François Philibert Masson
Charles François Philibert Masson auch C. F. P. Masson (* 21. oder 22. Januar 1761 in Blamont; † 3. Juni 1807 in Koblenz) war ein französischer Beamter, Sekretär, Lyriker und Schriftsteller, der Bekanntheit durch eine Vielzahl an veröffentlichten Bücher erlangte. Hierzu zählt u. a. das Buch Secret Memoirs of the Court of St. Petersburg, das den Hof von Katharina der Großen und Kaiser Paul I. von Russland beschreibt und noch heute gedruckt wird. Charles François Philibert Masson war Mitglied des Institut de France.

## Leben
Masson machte zunächst in Neuenburg eine Lehre als Uhrmacher, interessierte sich aber bald mehr für die Künste und reiste nach Russland, wo er erst Soldat und dann Erzieher der Kinder des Grafen und Kriegsministers Nikolai Saltykow wurde. Nachdem der Graf ihn zu seinem Hauptdomus gemacht hatte, machte er sich auch in der Sankt Petersburger Elite durch seinen Witz, seinen Literaturgeschmack und seine Konversation beliebt. Dann wurde er Privatsekretär des Großherzogs Alexander von Russland, der später Zar Alexander I. wurde. Als sich Masson jedoch als offener Sympathisant der Französischen Revolution bekannte, wurde er von Alexander aus Russland verwiesen, worauf er 1799 zurück in die Heimat ging. Im September 1800 wurde er Generalsekretär des Präfekten im Rhein-Mosel-Departement in Koblenz. Dort erhielt er vom ersten Präfekten des Departements Philippe Joseph Boucqueau den Auftrag, ein Sammelwerk über alle französischen Departements zu verfassen. Der erste Teil über das Département de Rhin-et-Moselle erschien 1802 in Paris als Annuaire statistique du Département de Rhin-et-Moselle. Ohne Kenntnis über die Mosel- und Eifelgegend verfasste er das Werk, was bei der örtlichen Bevölkerung aber keine Anerkennung fand. Sein 1807 veröffentlichtes Werk über Bad Bertrich mit dem Titel Notice Historique et Descriptive des Bains de Berteric, das 1807 in Koblenz veröffentlicht wurde, fand dagegen große Wertschätzung.
Sein Werk über Bad Bertrich im Jahre 1807 aber fand hellen Anklang. War ihr Verfasser über die Natur des Badeortes durch seine Vorbildung und eigene Anschauung unterrichtet, so hat er sich für den geschichtlichen Inhalt der Schrift durch den kenntnisreichen Kriminaldichter Franz von Lassaulx in Koblenz und in medizinischer Hinsicht von dem tüchtigen Badearzt [Medizinalrat] Joseph Maria Settegast [1780–1855] in Bertrich belehren lassen.
Masson verfasste noch weitere Schriften über Alf, Alflen, Falkenlay, Kennfus, Urschmitt, sowie über den Mosel- und Eifelraum, bevor er 1807 in Koblenz im Alter von 46 Jahren starb.

## Publikationen (Auswahl)
- Cours mémorial de géographie, Berlin 1787 und St. Petersburg 1790. Eine Anleitung für Schüler der Artillerieschule.
- Elmine, ou la fleur qui ne se flétrit jamais, 1790; Elmina: or, the Flower that never Fades. A tale for young people, London: Printed for E. Newbery, at the Corner of St. Paul’s Church Yard, 1791. OCLC 642539371
- Mémoires secrets sur la Russie, et particulièrement sur la fin du règne de Catherine II et le commencement de celui de Paul I. Formant un tableau des moeurs de St. Pétersbourg à la fin du XVIIIe siècle, Paris, C. Pougens, an VIII, 1800. OCLC 7535816
- Secret Memoirs of the Court of St. Petersburg, particularly towards the end of the reign of Catherine II, and the commencement of that of Paul I, übersetzt aus dem französischen ins englische 1895[2] OCLC 15464132
- Ode sur la fondation de la république, Gedicht, das 1802 einen Preis vom Institut de France gewann.
- Les Helvétiens, en huit chants avec des notes historiques, poems, Paris Pougens An VIII, 1799/1800. OCLC 1072848320
- La nouvelle Astrée, 1805; La nouvelle astrée, ou les aventures romantiques du temps passé, Besançon: Cêtre, 1987. OCLC 25677862
- Les jardins de Samboursky, ein Poem
- Annuaire statistique du Département de Rhin-et-Moselle, Sammelwerk das ab 1802 in Paris erschien. OCLC 645301934
- Notice Historique et Descriptive des Bains de Berteric, 1807, Koblenz.[3]